# ミラン・フトゥーロ
ミラン・フトゥーロ（Milan Futuro）は、イタリア・ミラノをホームタウンとする、ACミランのリザーブチーム。ミランU23とも呼ばれる。2024年6月27日に設立され、2024-25シーズンからセリエCに参戦している。

## 歴史
ACミランはリザーブチームを設立してセリエCに参入するべくイタリアサッカー連盟(FIGC) 登録申請を出していたが、FIGC連邦評議会はUSアンコーナの2024-25シーズンのセリエCからの除外（SSCアンコーナASDとしてセリエDから再出発）に伴い空いた1枠に収まる形で登録申請の受理を決定した。これによって2024年6月27日に若手選手たちのチームである「ミラン・フトゥーロ」が誕生した。初代監督にはダニエレ・ボネーラが任命された。2018-19シーズンから参戦したユヴェントスU-23（現：ユヴェントス Next Gen）、2023-24シーズンから参戦したアタランタBCアンダー23に次いで3チーム目となる。
ミラン・フトゥーロは2024-25のセリエCでグループBに振り分けられ、8月10日に初戦となるカルチョ・レッコ1912戦が行われ、3-0で勝利を飾った。

## スタジアム
ソルビアーテ・アルノにある4,500人収容のスタディオ・フェリーチェ・キネッティを使用する。元々5部リーグに属しているASDソルビアテーゼ・カルチョ1911がホームとして使用しているスタジアムである。

## 過去の成績
| シーズン | カテゴリ | 試 | 勝 | 分 | 負 | 得 | 失 | 勝ち点 | 順位 | カップ戦     | 監督                                |
| -------- | -------- | -- | -- | -- | -- | -- | -- | ------ | ---- | ------------ | ----------------------------------- |
| 2024-25  | セリエC  | 38 | 7  | 13 | 18 | 36 | 57 | 34     | 18位 | 準々決勝敗退 | ダニエレ・ボネーラ マッシモ・オッド |

## 現所属メンバー
2024年11月18日現在。
| Pos | No. | 選手名                                              | 生年月日               | 前所属                       |
| GK  | 1   | ラポ・ナヴァ Lapo Nava                              | 2004年1月22日（21歳）  | ACミランU-19                 |
| GK  | 12  | ダヴィデ・マストラントーニオ Davide Mastrantonio    | 2004年1月16日（21歳）  | FCプロ・ヴェルチェッリ       |
| GK  | 22  | マッテオ・ピッタレッラ Matteo Pittarella            | 2008年5月26日（17歳）  | ACミランU-17                 |
| GK  | 35  | ノア・ラヴェール Noah Raveyre                       | 2005年6月22日（20歳）  | ACミランU-20                 |
| GK  | 38  | ロレンツォ・トリアーニ Lorenzo Torriani             | 2005年1月31日（20歳）  | ACミランU-20                 |
| GK  | -   | エドアルド・コルツァーニ Edoardo Colzani            | 2006年2月27日（19歳）  | ACミランU-19                 |
| DF  | 2   | アレックス・ヒメネス Álex Jiménez                   | 2005年5月8日（20歳）   | レアル・マドリードB          |
| DF  | 3   | アンドレア・ボッツォラン Andrea Bozzolan            | 2004年2月23日（21歳）  | ACペルージャ・カルチョ       |
| DF  | 4   | ダヴィデ・バルテサーギ Livano Comenencia            | 2005年12月29日（19歳） | ACミランU-20                 |
| DF  | 13  | () マッテオ・ドゥツ Matteo Duțu                     | 2005年11月23日（19歳） | ラツィオU-20                 |
| DF  | 14  | レオナルド・ダレッシオ Leonardo D'Alessio           | 2004年2月21日（21歳）  | プロ・セスト1913             |
| DF  | 15  | () アンドレイ・クビシュ Andrei Coubiș               | 2003年9月29日（21歳）  | ACミランU-20                 |
| DF  | 19  | ヴィットリオ・マーニ Vittorio Magni                 | 2006年6月1日（19歳）   | ACミランU-20                 |
| DF  | 24  | ガブリエレ・ミノッティ Gabriele Minotti             | 2003年1月13日（22歳）  | ASジャナ・エルミニオ         |
| DF  | 25  | () アダム・バクーネ Adam Bakoune                    | 2006年2月6日（19歳）   | ACミランU-19                 |
| DF  | 31  | ドリアン・パロスキ Dorian Paloschi                  | 2005年11月21日（19歳） | ACミランU-19                 |
| DF  | 33  | () ダミル・ズキッチ Damir Zukić                     | 2004年5月21日（21歳）  | NDプリモリェ                 |
| DF  | 36  | () フォデ・バロ＝トゥーレ Fodé Ballo-Touré          | 1997年1月3日（28歳）   | フラムFC                     |
| MF  | 5   | () デミレル・ホジッチ Demirel Hodžić                | 2005年3月8日（20歳）   | ボローニャU-20               |
| MF  | 6   | マッティア・マラスピーナ Mattia Malaspina           | 2005年7月24日（19歳）  | ACミランU-20                 |
| MF  | 8   | ガブリエレ・アレジ Gabriele Alesi                   | 2004年1月28日（21歳）  | サンプドリアU-19             |
| MF  | 10  | マッティア・リベラリ Mattia Liberali                | 2007年4月6日（18歳）   | ACミランU-20                 |
| MF  | 11  | () ウーゴ・クエンカ Hugo Cuenca                     | 2005年1月8日（20歳）   | ACミランU-20                 |
| MF  | 16  | ダリウシュ・スタルマフ Dariusz Stalmach             | 2005年12月8日（19歳）  | グールニク・ザブジェ         |
| MF  | 18  | () ケヴィン・ゼロリ Kevin Zeroli                    | 2005年1月11日（20歳）  | ACミランU-20                 |
| MF  | 21  | マッティア・サンドリ Mattia Sandri                  | 2001年4月4日（24歳）   | USセストリ・レヴァンテ1919   |
| MF  | 23  | アントニオ・ガーラ Antonio Gala                     | 2004年6月7日（21歳）   | USセストリ・レヴァンテ1919   |
| MF  | 55  | () シルヴァーノ・フォス Silvano Vos                 | 2005年3月16日（20歳）  | アヤックス・アムステルダム   |
| FW  | 7   | サムエレ・ロンゴ Samuele Longo                      | 1992年1月12日（33歳）  | SDポンフェラディーナ         |
| FW  | 9   | フランチェスコ・カマルダ Francesco Camarda          | 2008年3月10日（17歳）  | ACミランU-20                 |
| FW  | 17  | () ムバリック・ファル Mbarick Fall                  | 1997年6月21日（28歳）  | ASジャナ・エルミニオ         |
| FW  | 20  | ディエゴ・シア Diego Sia                            | 2006年3月10日（19歳）  | ACミランU-17                 |
| FW  | 27  | フィリッポ・スコッティ Filippo Scotti               | 2006年11月11日（18歳） | ACミランU-19                 |
| FW  | 28  | チャカ・トラオレ Cosimo Da Graca                    | 2004年12月23日（20歳） | パレルモFC                   |
| FW  | 29  | () ボブ・マーフィー・オモレグベ Bob Murphy Omoregbe | 2003年11月5日（21歳）  | USセストリ・レヴァンテ1919   |
| FW  | 30  | アレッサンドロ・ボノーミ Alessandro Bonomi          | 2006年4月9日（19歳）   | ACミランU-19                 |
| FW  | 31  | ニコロ・トゥルコ Nicolò Turco                       | 2004年1月15日（21歳）  | レッドブル・ザルツブルク     |
| FW  | -   | () ディヴォック・オリジ Divock Origi                | 1995年4月18日（30歳）  | ノッティンガム・フォレストFC |

※括弧内の国旗はその他の保有国籍を、星印はトップチームで育成枠を満たす選手を示す。

### トップチームに帯同中の選手
out
注：選手の国籍表記はFIFAの定めた代表資格ルールに基づく。
| No. | Pos. |          | 選手名                 |
| --- | ---- | -------- | ---------------------- |
| 18  | MF   | イタリア | ケヴィン・ゼロリ       |
| 25  | GK   | フランス | ノア・ラヴェール       |
| 30  | MF   | イタリア | マッティア・リベラリ   |
| 33  | DF   | イタリア | ダヴィデ・バルテサーギ |

| No. | Pos. |            | 選手名                   |
| --- | ---- | ---------- | ------------------------ |
| 69  | GK   | イタリア   | ラポ・ナヴァ             |
| 73  | FW   | イタリア   | フランチェスコ・カマルダ |
| 99  | MF   | パラグアイ | ウーゴ・クエンカ         |

### ローン移籍
in
注：選手の国籍表記はFIFAの定めた代表資格ルールに基づく。
| No. | Pos. |          | 選手名                                      |
| --- | ---- | -------- | ------------------------------------------- |
| 12  | GK   | イタリア | ダヴィデ・マストラントーニオ (ASローマ)     |
| 31  | FW   | イタリア | ニコロ・トゥルコ (レッドブル・ザルツブルク) |

## 歴代監督
- ダニエレ・ボネーラ 2024-25
- マッシモ・オッド 2025-